# Tiếng Lampung
Tiếng Lampung (cawa Lampung) là một cụm phương ngữ/ngôn ngữ thuộc ngữ hệ Nam Á được nói bởi khoảng 1,5 triệu người bản ngữ, chủ yếu thuộc nhóm dân tộc Lampung ở miền nam Sumatra, Indonesia. Nó được chia thành hai hoặc ba nhóm phương ngữ: Lampung Api (còn được gọi là Pesisir hoặc phương ngữ A), Lampung Nyo (còn được gọi là Abung hoặc phương ngữ O) và Komering. Nhóm thứ hai đôi khi được cho vào trong nhóm Lampung Api, đôi khi được coi là một ngôn ngữ hoàn toàn riêng biệt. Người Komering cho rằng mình là một dân tộc riệng biệt, nhưng thực tế mối quan hệ với người Lampung.
Mặc dù tiếng Lampung có số lượng người nói tương đối lớn, nhưng đây là ngôn ngữ thiểu số ở tỉnh Lampung, nơi hầu hết người Lampung sinh sống. Những lo ngại về sự nguy cấp đối với ngôn ngữ đã khiến chính quyền tỉnh thực hiện việc giảng dạy tiếng và chữ Lampung cho giáo dục tiểu học và trung học trong tỉnh.

## Phân loại

### Mối quan hệ ngoại tại
Tiếng Lampung là một phần của nhóm ngôn ngữ Mã Lai-Đa Đảo thuộc ngữ hệ Nam Á, mặc dù rất khó xác định vị trí của nó trong nhóm ngôn ngữ Mã Lai-Đa Đảo. Sự tiếp xúc ngôn ngữ qua nhiều thế kỷ đã làm mờ ranh giới giữa tiếng Lampung và tiếng Mã Lai, đến mức chúng được nhóm chung với nhau trong các tài liệu cũ, như của Isidore Dyen năm 1965, trong đó tiếng Lampung được đặt trong nhóm "Mã Lai Hesion" cùng với tiếng Mã Lai (tiếng Malaysia, tiếng Minangkabau, tiếng Kerinci), tiếng Aceh và tiếng Madura.
Nothofer (1985) đưa tiếng Lampung khỏi nhóm Mã Lai của Dyen, nhưng vẫn đưa nó vào trong nhóm rộng hơn "Java-Sumatra Hesion" bên cạnh nhóm ngôn ngữ Mã Lai, tiếng Sunda, tiếng Madura và xa hơn là tiếng Java. Ross (1995) phân chia các nhóm theo cách riêng - nhóm không phân loại thuộc nhóm Mã Lai-Đa Đảo. Cách phân loại này cũng được sử dụng bởi ADELAAR (2005), ông không đưa tiếng Lampung vào nhóm ngôn ngữ Mã Lai-Sumbawa - trong đó có tiếng Sunda, Madura và nhóm Mã Lai-Chăm-BSS (bao gồm tiếng Mã Lai, nhóm tiếng Chăm và nhóm Bali-Sasak-Sumbawa).

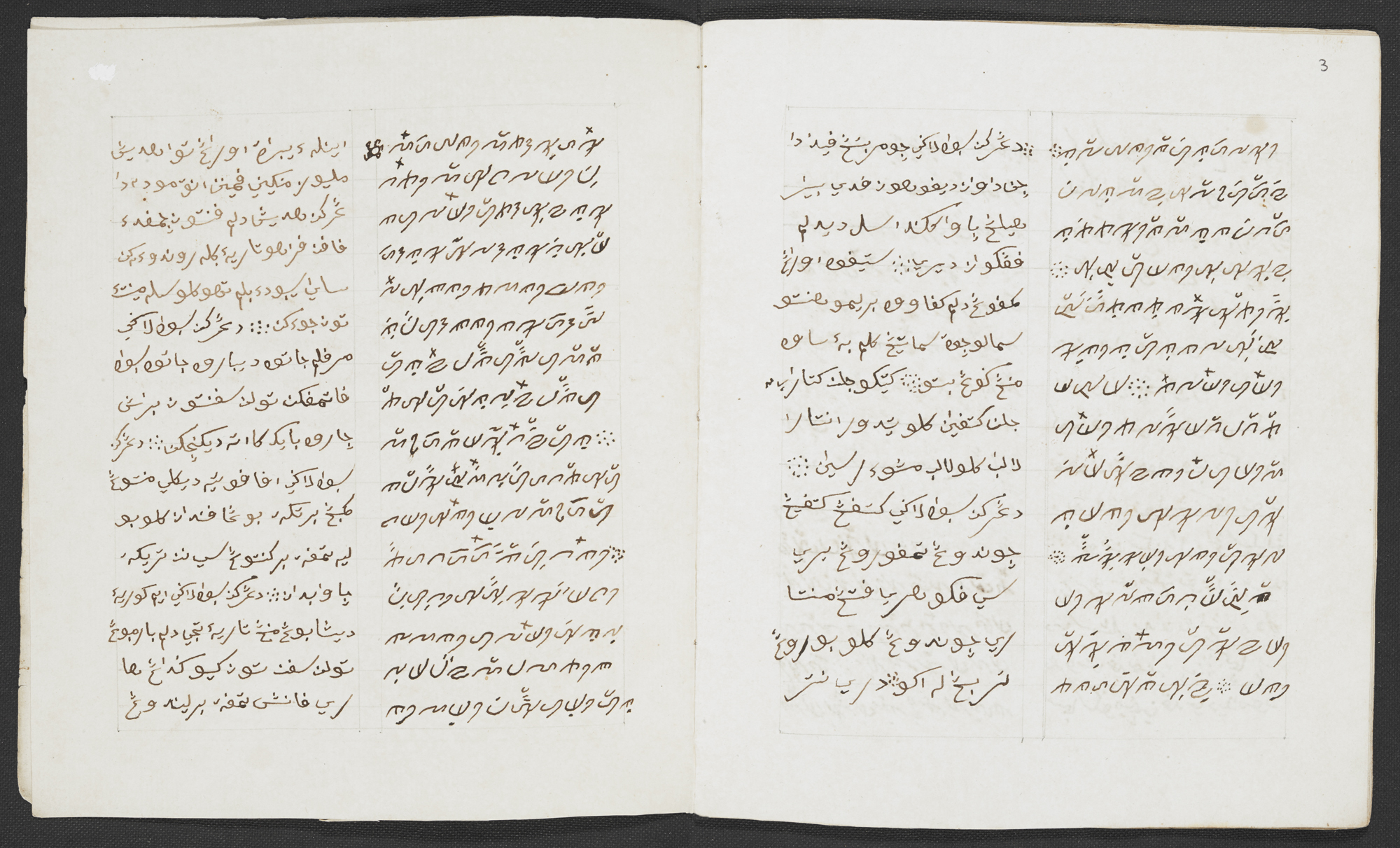
Một tập thơ song ngữ Lampung-Mã Lai, được viết bằng chữ Jawi và chữ Lampung

Trong nhóm ngôn ngữ Java-Sumatra, Nothofer cho rằng tiếng Sunda có lẽ là gần gũi nhất với tiếng Lampung vì cả hai ngôn ngữ đều có chung sự phát triển từ ngôn ngữ Mã Lai-Đa Đảo nguyên thủy (PMP) * R> y và phép chuyển âm vị của các khởi âm và âm trung gian của ngôn ngữ Nam Đảo nguyên thủy * lapaR > Sunda palay 'ham muốn, mệt mỏi' và Lampung palay 'đau chân'. Mặc dù toàn bộ nhóm Java-Sumatra/Mã Lai-Java đã bị tranh cãi hoặc hoàn toàn từ chối bởi các nhà ngôn ngữ học khác, một kết nối chặt chẽ hơn giữa tiếng Lampung và tiếng Sunda đã được Anderbeck (2007) hỗ trợ dựa trên cơ sở cả hai ngôn ngữ chia sẻ nhiều sự phát triển âm vị học với nhau hơn so với nhóm Malayo-Chamic-BSS.
Smith (2017) cho rằng tiếng Lampung hợp nhất PMP *j với *d, đây là một đặc điểm của nhóm tạm Tây Indonesia (WIn) theo ông. Tuy nhiên, bằng chứng từ vựng cho việc đưa nó vào WIn là rất ít. Smith xác định một số đổi mới từ vựng của WIn trong tiếng Lampung, nhưng thật khó để biết là những từ này được thừa hưởng từ ngôn ngữ WIn nguyên thủy hay được mượn sau này từ tiếng Mã Lai. Trong khi Smith ủng hộ việc đưa nó vào nhóm WIn, ông nói rằng vấn đề này vẫn còn là chủ đề tranh luận.

### Các phương ngữ
| Từ   | Phương ngữ Pesisir | Phương ngữ Abung |
| ---- | ------------------ | ---------------- |
| cá   | iwa                | Punyu            |
| răng | ipon               | kedis            |
| đến  | ratong             | megew            |

Các phương ngữ tiếng Lampung được phân loại phổ biến nhất theo sự rõ ràng của chúng ngôn ngữ Lampung nguyên thủy *a cuối, được giữ lại trong một số phương ngữ, nhưng được nhận ra là [o] ở những phương ngữ khác. Sự phân chia này dẫn đến việc gán tên tương ứng là phương ngữ A và phương ngữ O. Walker (1975) gọi tên phương ngữ Pesisir/Paminggir là phương ngữ A và Abung là phương ngữ O, nhưng Matanggui (1984) cho rằng đây là những cách hiểu sai, vì mỗi phương ngữ thường được liên kết với một bộ lạc cụ thể thay vì toàn bộ nhóm phương ngữ. Anderbeck và Hanawalt sử dụng tên "Api" cho Pesisir và "Nyo" cho Abung, sau các từ tương ứng của họ cho "cái gì". Có một số khác biệt về từ vựng giữa các phương ngữ này, nhưng chúng giống hệt nhau về hình thái và cú pháp.
Walker (1976) tiếp tục chia Abung thành hai tiểu phương ngữ: Abung và Menggala, đồng thời chia nhóm Pesisir thành bốn tiểu phương ngữ: Komering, Krui, Pubian và Nam. Aliana (1986) đưa ra một phân loại khác, liệt kê tổng cộng 13 tiểu phương ngữ khác nhau trong cả hai nhóm. Qua phân tích thống kê từ vựng, Aliana thấy rằng phương ngữ Pesisir của Talang Padang chia sẻ những điểm tương đồng nhất so với tất cả các phương ngữ được khảo sát; nói cách khác, nó là loại ít khác biệt nhất trong số các phương ngữ Lampung, trong khi phương ngữ Abung của Jabung là khác biệt nhất. Tuy nhiên, Aliana không xem xét các phương ngữ Komering trong khảo sát, vì ông cho rằng chúng là một phần của tiếng Lampung.
Hanawalt (2007) phần lớn đồng ý với Walker, chỉ có điều ông ta phân loại Nyo, Api và Komering thành các ngôn ngữ riêng biệt thay vì phương ngữ của cùng một ngôn ngữ dựa trên các tiêu chí xã hội học và ngôn ngữ học. Ông cho rằng sự phân chia lớn nhất là giữa các phương ngữ phía đông (Nyo) và phía tây (Api và Komering), sau đó tạo thành một cụm phương ngữ khổng lồ kéo dài từ mũi phía nam Sumatra lên phía bắc đến hạ lưu sông Komering. Cũng cần lưu ý rằng một số nhóm người nói tiếng Lampung (như người Komering và Kayu Agung) từ chối tên gọi "Lampung", mặc dù có một số người trong số đó cho rằng họ "có liên quan về mặt dân tộc với người Lampung ở tỉnh Lampung". Trong khi nhiều nhà nghiên cứu coi Komering là một phần của phương ngữ Lampung Api, Hanawalt lập luận rằng có đủ sự khác biệt về ngôn ngữ và xã hội học để chia tách chuỗi phía tây thành hai hoặc nhiều tiểu phương ngữ; do đó, ông đề xuất một chuỗi phương ngữ Komering, tách biệt với Lampung Api.

## Tình hình
Giống như các ngôn ngữ khu vực của Indonesia khác, tiếng Lampung không được công nhận là ngôn ngữ chính thức ở đất nước này và vì vậy nó chủ yếu được sử dụng trong các trường hợp không chính thức. Tiếng Lampung được sử dụng rất nhiều ở các vùng nông thôn nơi dân tộc Lampung chiếm đa số. Một tỷ lệ lớn người nói ở những khu vực này hầu như chỉ sử dụng tiếng Lampung ở nhà và sử dụng tiếng Indonesia vào những dịp trang trọng hơn. Chợ là nơi những người có nguồn gốc khác nhau gặp nhau, một hỗn hợp các ngôn ngữ được sử dụng, bao gồm cả ngôn ngữ địa phương như Mã Lai Palembang. Trong khi người nói tiếng Lampung vẫn còn sống khá nhiều ở các vùng nông thôn, thì thanh niên Lampung ở khu vực thành thị có xu hướng sử dụng tiếng Indonesia nhiều hơn. Nhìn chung, dường như có một xu hướng "rò rỉ diglossia" trong cộng đồng song ngữ Lampung, nơi tiếng Indonesia ngày càng được sử dụng trong các lĩnh vực truyền thống liên quan đến việc sử dụng tiếng Lampung.

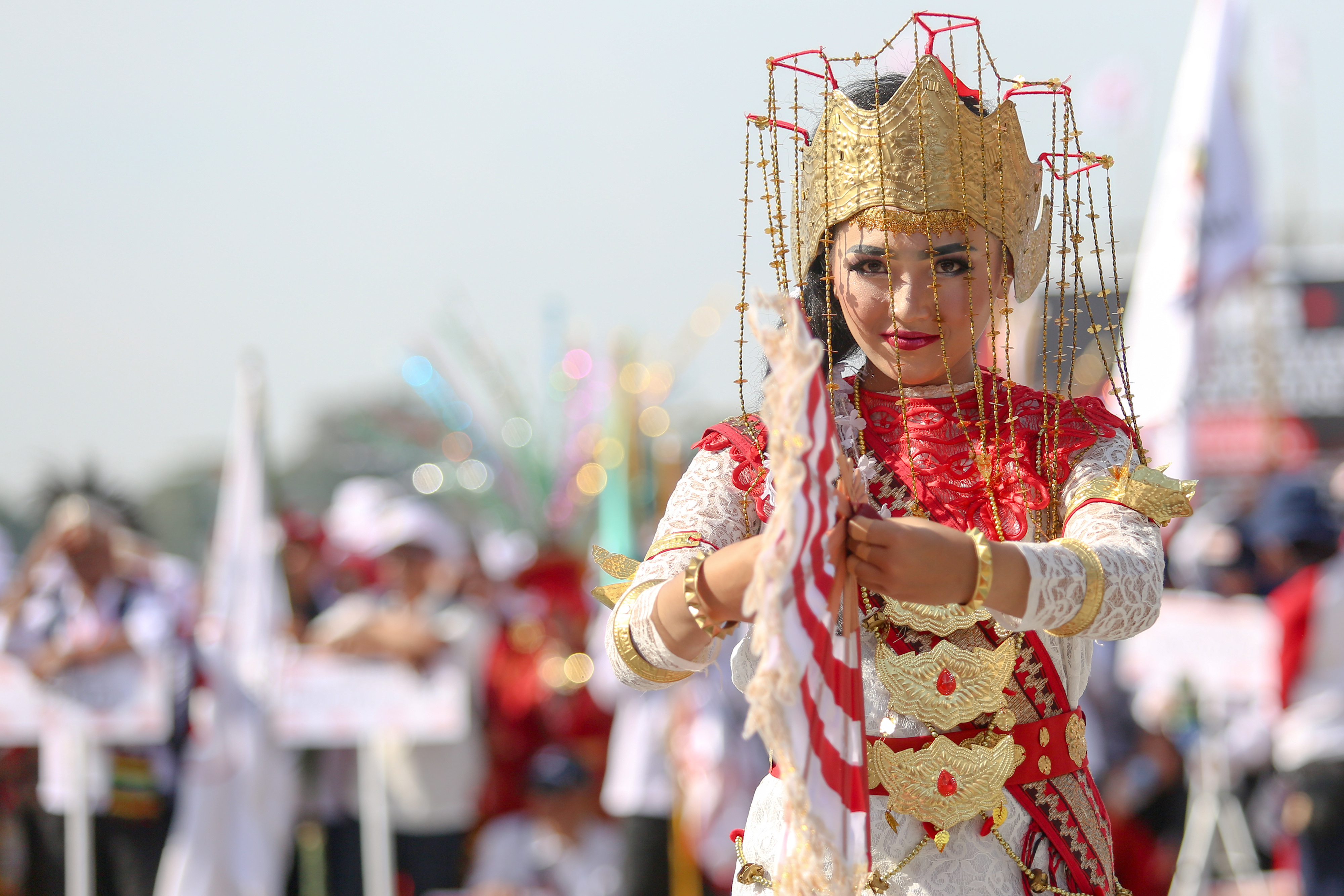
Một người phụ nữ trong trang phục Lampung truyền thống

Từ đầu thế kỷ 20, tỉnh Lampung đã là một điểm đến chính của chương trình di cư, đưa người dân từ các hòn đảo đông dân hơn của Indonesia (lúc đó là Đông Ấn Hà Lan) đến những nơi ít dân cư. Chương trình bị đình trệ trong thời gian sau khi Thế chiến II bùng nổ, nhưng chính phủ đã khơi lại nó vài năm sau khi Indonesia độc lập. Vào giữa những năm 1980, người dân Lampung đã trở thành người thiểu số trong tỉnh, chiếm không quá 15% dân số, so với 70% vào năm 1920. Sự thay đổi nhân khẩu học này cũng được phản ánh trong việc sử dụng ngôn ngữ; cuộc điều tra dân số năm 1980 đã báo cáo rằng 78% dân số của tỉnh là người Java bản ngữ, người Sunda, người Madura hoặc người Bali.
Để nỗ lực duy trì ngôn ngữ bản địa và "để giúp xác định bản sắc và biểu tượng văn hóa của Lampung", chính quyền khu vực thời kỳ hậu trật tự mới của Lampung đã biến tiếng Lampung thành một môn học bắt buộc đối với tất cả học sinh theo học các cơ sở giáo dục tiểu học và trung học trên toàn tỉnh. Trường đại học Lampung có chương trình thạc sĩ ngành ngôn ngữ Lampung. Trường cũng từng có bằng liên kết ngành ngôn ngữ Lampung, nhưng chương trình đã bị dừng lại tạm thời vào năm 2007 do có sự thay đổi quy định. Tuy nhiên, trường đại học này đã công bố kế hoạch ra mắt chương trình cử nhân ngôn ngữ Lampung vào năm 2019.

### Trích dẫn
1. ↑  Aliana 1986, tr. 39.
2. ↑  Nordhoff, Sebastian; Hammarström, Harald; Forkel, Robert; Haspelmath, Martin, biên tập (2013). "Lampungic". Glottolog. Leipzig: Max Planck Institute for Evolutionary Anthropology.
3. 1 2 3 4 5 6  Katubi 2007.
4. 1 2 3 4 5  Walker 1976.
5. 1 2 3 4 5  Anderbeck 2007.
6. 1 2 3 4  Smith 2017.
7. ↑  Dyen 1965.
8. 1 2  Nothofer 1985.
9. ↑  Ross 1995.
10. 1 2  Adelaar 2005.
11. ↑  Blust 1981.
12. 1 2 3 4 5  Hanawalt 2007.
13. 1 2  Matanggui 1984.
14. ↑  Walker 1975.
15. 1 2 3 4 5  Aliana 1986.
16. 1 2  Amisani 1985.
17. 1 2 3  Kusworo 2014.
18. ↑  Katubi 2007, tr. 2–3.
19. 1 2  Inawati 2017.
20. 1 2  Antaranews.com ngày 17 tháng 10 năm 2018.